# Pak Nam-ki
Pak Nam-ki (* 21. Februar 1934; † März 2010 in Pjöngjang) war Leiter des Finanzkomitees der Partei der Arbeit Koreas von Nordkorea.

## Ableben
Im März 2010 wurde er in Pjöngjang wegen angeblich „absichtlicher Schädigung der Ökonomie des Landes“ durch Erschießen hingerichtet.
Westliche Medien vermuten, dass er der Sündenbock für den Fehlschlag der Abwertung der Währung Nordkoreanischer Won 2009 war. Die Abwertung führte zum Verlust der Ersparnisse vieler Nordkoreaner.